# Jüdischer Friedhof (Daseburg)

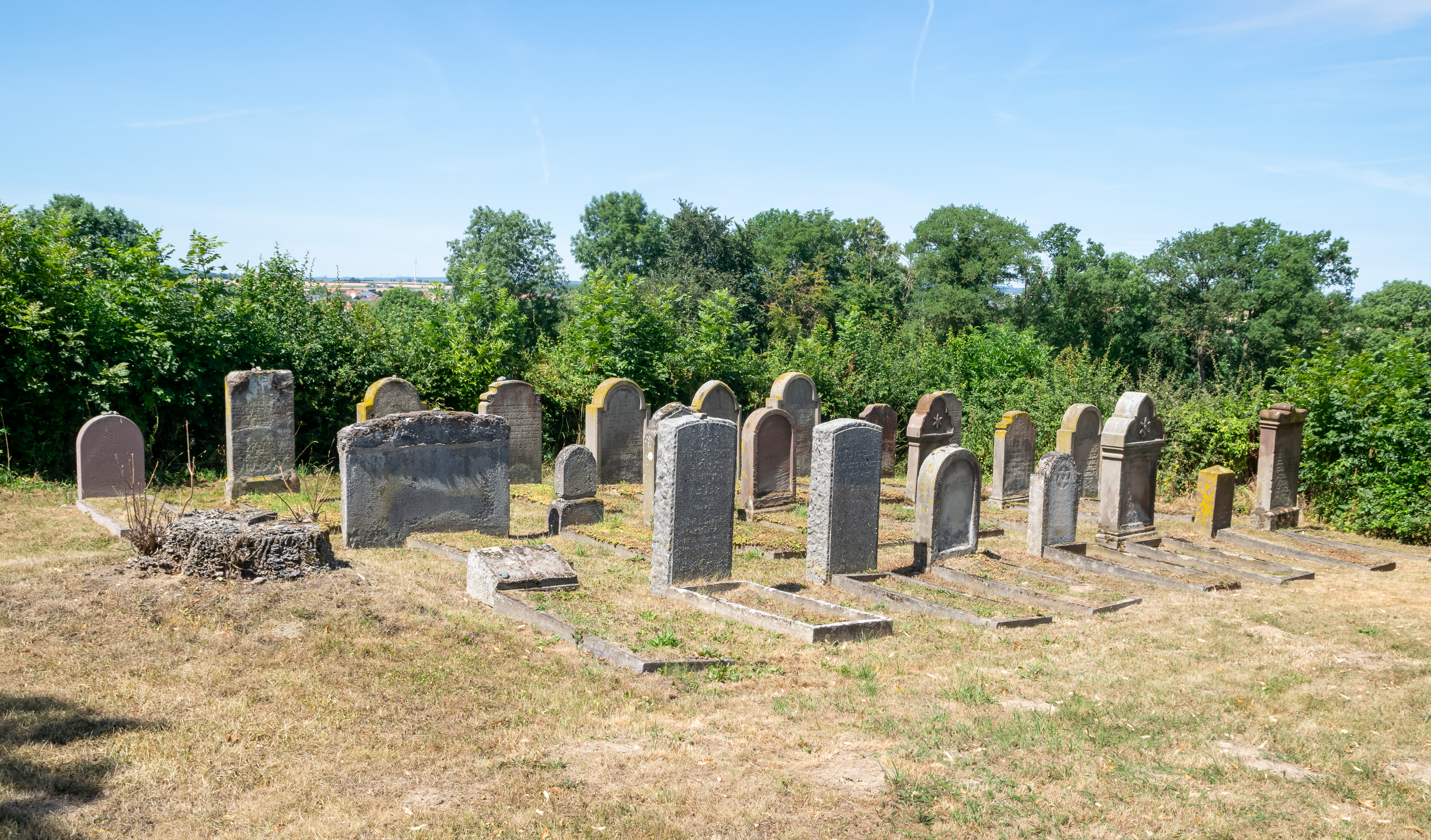
Jüdischer Friedhof Daseburg

Der Jüdische Friedhof Daseburg befindet sich im Stadtteil Daseburg der Stadt Warburg im Kreis Höxter in Nordrhein-Westfalen. Als jüdischer Friedhof ist er ein Baudenkmal.
Die jüdische Gemeinde in Daseburg war im Jahr 1802 mit 31 Mitgliedern am größten. Die Juden aus Daseburg besuchten die Synagoge in Rösebeck und unterhielten mindestens in der Zeit von 1774 bis um 1850 einen Betraum in Daseburg. Als 1855 die Synagogengemeinden eingerichtet wurden, bildeten sie zusammen mit den Juden aus Rösebeck eine Filialgemeinde der Synagogengemeinde Warburg. Für das Jahr 1809 ist die Nutzung des Friedhofs in Borgentreich nachgewiesen.
Der Friedhof in der Daseburger Gemarkung Auf der Höte wurde vor 1856 angelegt. Er ist 516 m² groß und besteht aus drei Grabreihen mit 24 Grabsteinen. Hier sind auch Juden aus Rösebeck bestattet. Der Friedhof steht seit 1992 unter Denkmalschutz und wird von der Stadt Warburg betreut.